# Petra Bernet
Petra Bernet (12 aprile 1966) è un'ex sciatrice alpina svizzera, vincitrice della Coppa Europa nel 1988.

## Biografia
Originaria di Friedau di Zizers, la Bernet vinse la Coppa Europa nella stagione 1987-1988; in Coppa del Mondo ottenne il primo piazzamento il 15 dicembre 1988 ad Altenmarkt-Zauchensee in discesa libera (11ª), il miglior risultato l'11 gennaio 1991 a Kranjska Gora in slalom gigante (10ª) e l'ultimo piazzamento il 5 gennaio 1994 a Morzine nella medesima specialità (20ª), ultimo risultato della sua carriera. Non prese parte a rassegne olimpiche o iridate.

## Palmarès

### Coppa del Mondo
- Miglior piazzamento in classifica generale: 55ª nel 1991

### Coppa Europa
- Vincitrice della Coppa Europa nel 1988
- Vincitrice della classifica di supergigante nel 1988

### Nor-Am Cup
- Vincitrice della classifica di slalom gigante nel 1991[1]